# Северный Сикким
Северный Сикким — район индийского штата Сикким. Его административный центр — Манган. Является наибольшим из всех четырёх районов Сиккима. Манган также известен как Столица Кардамона. Климат и ландшафт лучше всего подходят для выращивания и культивирования кардамона.
Район граничит с КНР и Непалом, постоянно патрулируется индийскими войсками.